# Осада Газы
Оса́да Га́зы (сентябрь—ноябрь 332 года до н. э.) — двухмесячная осада Александром Македонским филистимского города Газа.
После взятия Тира войско македонян направилось в Египет. Единственным городом на их пути, который отказался покориться завоевателям, была Газа. В ходе осады защитники города отбили несколько штурмов македонян, во время одного из которых Александр был ранен в плечо. После того, как к Газе прибыли осадные машины, македоняне смогли обрушить часть стены и захватить город. Жители Газы были проданы в рабство, а военачальник Батис казнён с особой жестокостью.

## Предыстория. Источники
В битве при Иссе в ноябре 333 до н. э. Александр Македонский разгромил персидское войско царя Дария III. Дарий бежал вглубь Персидской державы, а Александр двинулся в Финикию, чтобы обезопасить свой тыл и Элладу от персидского флота. Из всех городов сопротивление оказал лишь Тир. После тяжелой семимесячной осады в январе—июле/августе 332 года до н. э. македонское войско продолжило путь в Египет.
На пути в Египет находился большой, богатый и хорошо укреплённый торговый город Газа. Этот населённый пункт располагался в 20 стадиях (3—4 км) от моря на высоком холме, склоны которого ограждали Газу крутым валом, и был обнесён крепкой стеной.
В сентябре 332 года до н. э. войско Александра осадило Газу, так как комендант города Батис отказался подчиниться македонянам. Предварительно Батис набрал войско наёмников из набатеев и, возможно, других семитских народов, а также сделал запасы продовольствия, чтобы выдержать длительную осаду. Современные историки отмечают, что набатеи зависели от Газы, так как через город проходил их главный торговый путь к Средиземному морю, и могли оказать Батису необходимую помощь.
Упоминания об осаде Газы содержатся в ряде античных источников. Однако её детальное описание приведено лишь у двух античных историков — Арриана и Квинта Курция Руфа. Руф явно симпатизировал защитникам города, которые отразили несколько атак македонян, подчёркивал храбрость и доблесть как защитников города, так и их военачальника Батиса, при этом историк осуждал Александра Македонского за чрезмерную жестокость и «варварство» по отношению к побеждённым. Арриан, симпатизировавший Александру, при описании храбрости жителей города ограничился лишь утверждением, что защитники Газы покидали свой пост вместе с жизнью.

## Ход осады
Александр расположил своё войско у западной части Газы, где стена казалась наименее сложной для штурма. Там он приказал соорудить вал и подогнать осадные машины. Однако во время вылазки защитники Газы смогли не только оттеснить македонян, но и уничтожили осадные машины. Сам Александр вступил в схватку и был ранен в плечо. Рана не угрожала жизни, но оказалась весьма болезненной.
Согласно одной из легенд, когда Александр совершал жертвоприношение, какая-то хищная птица уронила ему на голову камень или комочек земли, после чего села на ближайшую, обмазанную битумом и серой, башню, к которой и прилипла. Прорицатель при македонском войске Аристандр трактовал знамение как свидетельство того, что македоняне возьмут город, но Александру следует бояться сегодняшнего дня. Согласно Арриану, царь пренебрёг словами Аристандра и был ранен во время вылазки защитников Газы. Квинт Курций Руф писал, что Александр прислушался к своему прорицателю и дал сигнал к отступлению, за которым последовала вылазка и ранение.
Вскоре к Газе прибыли осадные машины, с помощью которых был взят Тир. Также македоняне возвели насыпь вокруг города высотой, сопоставимой с городскими стенами. Вследствие подкопов в нескольких местах возникли проседания почвы и обвалы стены. Однако, даже в таких условиях первые три штурма оказались неудачными и лишь во время четвёртого македоняне ворвались в город. Согласно Арриану, между македонянами началось соревнование относительно того, кто из них первым сможет взойти на городскую стену. Это состязание выиграл гетайр Неоптолем, за отрядом которого последовали и другие войсковые соединения.
Защитники Газы, несмотря на бесперспективность дальнейшего сопротивления, продолжали сражаться. Во время решающего штурма Александр был снова ранен, на этот раз в ногу. Батис, командующий защитниками Газы, во время решающего штурма также был ранен, однако не отступил, даже покидаемый своими людьми. После пленения комендант Газы был доставлен Леоннатом и Филотой к Александру. Царь, который признавал мужество противника, пообещал ему «все возможные пытки». Однако Батис ничего не ответил на угрозы и не высказал перед завоевателем никакого страха. По свидетельству Курция Руфа и Гегесия, это привело Александра в ярость. Он воскликнул: «Видите ли вы как он упорно молчит? Склонил ли он колена, просит ли пощады? Но я заставлю его прервать молчание, и если не слова, то исторгну из него хотя бы стоны!» Александр велел привязать бывшего начальника Газы за ремни, продетые через пятки, к колеснице, после чего кони потащили его вокруг города — в подражание поступку Ахилла, мифологического предка Александра по материнской линии, с телом побеждённого им Гектора. Так как «варварский» метод казни практически одинаково описывают оба автора, то, вероятно, у них был общий первоисточник. Предположительно, впервые рассказ об особой казни Батиса появился у Клитарха, однако не исключено, что речь идёт о более поздней традиции. Возможно, описание метода убийства является вымыслом, но сам факт жестокой казни Батиса не вызывает сомнений.

## Итог осады
Осада Газы, согласно Диодору Сицилийскому, продлилась два месяца. С учётом предшествующих событий современные историки преимущественно датируют её периодом сентябрь—ноябрь 332 года до н. э.
В битве пало десять тысяч защитников города, «но и для македонцев эта победа не была бескровной». Античные авторы не приводят количества убитых во время осады македонян. Сразу после захвата Газы Александр был вынужден отправить в Македонию Аминту с приказом набрать новых воинов, так как «и при удачах таяли военные силы». Современные историки отмечают, что после года «осадной войны» по взятию Тира и Газы восполнение потерь стало для Александра безотлагательной задачей.
Непосредственно в Газе были убиты все способные носить оружие мужчины, а женщины и дети проданы в рабство. Город не разрушили, туда заселили жителей из близлежащих земель и превратили в военную крепость. С тех пор Газа потеряла своё значение главного перевалочного пункта для товаров из Аравии. Страбон через несколько веков после описываемых событий писал: «Некогда город был знаменит, но после разрушения Александром заброшен».
Предположительно, македоняне захватили в Газе огромные богатства, состоявшие преимущественно из арабских пряностей, так как город был главным перевалочным пунктом на соответствующем торговом пути. Плутарх писал, что после падения города Александр отправил в Македонию «много добычи» матери, сестре, друзьям и даже воспитателю детства. По завершении осады путь в Египет был открыт и македоняне после семидневного марша вступили в Пелузий, город на Ниле.
Иосиф Флавий утверждал, что Александр после взятия Газы отправился в Иерусалим, где его встретил первосвященник Иаддуй. Этот рассказ восходит к иудейской жреческой традиции и содержит фантастические подробности. Александр был заинтересован в умиротворении провинций в тылу. Возможно, Александр во время осады Газы встречался с первосвященником Иудеи и пообещал ему некие налоговые льготы и уважение к местным традициям при условии признания власти македонян.

### Исследования
- Гафуров Б. Г., Цибукидис Д. И. Александр Македонский и Восток. — М.: Наука, 1980.
- Дройзен И. Г. История эллинизма. История Александра Великого. — М.: Академический Проект, 2011. — 623 с. — (Технологии истории). — ISBN 978-5-8291-1304-9.
- Кембриджская история древнего мира / под редакцией Д.-М. Льюиса, Дж. Бордмэна, С. Хорнблоуэра, М. Оствальда. Перевод, научное редактирование, примечания А. В. Зайкова. — М.: Ладомир, 2017. — Т. VI. Четвёртый век до нашей эры. Второй полутом. — 720 с. — ISBN 978-5-86218-542-3.
- Шахермайр Ф. Александр Македонский. — Ростов н/Д.: Феникс, 1997. — 576 с. — ISBN 5-85880-313-Х.
- Шифман И. Ш. Александр Македонский / ответственный редактор Э. Д. Фролов. — Л.: Наука, 1988. — ISBN 5-02-027233-7.
- Шофман А. С. Восточная политика Александра Македонского / Печатается по постановлению редакционно-издательского совета Казанского университета. Отв. редактор В. Д. Жигунин. — Казань: Издательство Казанского университета, 1976.
- Heckel W. Alexander’s Marshals. A study of the Makedonian aristocracy and the politics of military leadership (англ.). — 2nd. — London; New York: Routledge, 2016. — ISBN 978-1-138-93469-6.
- Heckel W. Who's Who in the Age of Alexander and his Successors. From Chaironea to Ipsos (338—301 BC) (англ.). — Barnsley: Greenhill Books, 2021. — 554 p. — ISBN 978-1-78438-648-1.